# Deanna Needell
Deanna Needell est une mathématicienne appliquée américaine de l'Université de Californie à Los Angeles. Elle est l'autrice de plus de 200 articles de recherche. Elle est connue pour ses travaux sur l’apprentissage automatique, l’optimisation et le traitement du signal ainsi que pour ses applications impliquant des organisations communautaires à but non lucratif dans les domaines de la médecine et de la justice sociale.

## Formation
Deanna Needell obtient son doctorat en mathématiques de l'Université de Californie à Davis en 2009. Le titre de sa thèse est Topics in Compressed Sensing. Elle est ensuite chercheuse postdoctorale à l'Université de Stanford de 2009 à 2011.

## Prix et distinctions
Deanna Needell reçoit le prix de l'Institute for Mathematics and its Applications (en) en mathématiques et applications en 2016 avec sa collaboratrice Rachel Ward. Le prix récompense leurs travaux théoriques liés à l'acquisition comprimée et son application à l'IRM, Needell étant reconnue en particulier pour ses contributions à l'approximation parcimonieuse, au traitement du signal et à l'optimisation stochastique. Elle est également lauréate de la bourse Alfred P. Sloan et du prix CAREER de la National Science Foundation (en). Elle est nommée membre de l'American Mathematical Society, dans la promotion de 2022, « pour ses contributions à l'acquisition comprimée et aux mathématiques des données ». Elle est également membre du SIAM (en), dans la promotion de 2024, et élue « pour ses contributions à l'acquisition comprimée, à l'optimisation stochastique et à la science des données appliquées ». Elle donne un grand nombre de conférences à travers le monde, et participe notamment à la conférence Falconer 2024 au Mathfest de la Mathematical Association of America (MAA).